# Молландин, Андреас
Андреас Молландин (нем. Andreas Mollandin; род. 4 августа 1964, Мальменайх, Гессен) — западногерманский хоккеист на траве, полевой игрок. Серебряный призёр летних Олимпийских игр 1988 года, чемпион Европы по индорхоккею 1988 года.

## Биография
Андреас Молландин родился 4 августа 1964 года в западногерманской деревне Мальменайх.
Играл в хоккей на траве за «Лимбургер», с которым в 1984 году выиграл чемпионат ФРГ по хоккею на траве, а в 1985 году — по индорхоккею. После этого играл за «Франкфурт-1880» из Франкфурта-на-Майне, в составе которого стал чемпионом страны в 1989 году. В конце карьеры вернулся в «Лимбургер», где был играющим тренером.
В 1982 году в составе юниорской сборной ФРГ выиграл чемпионат мира в Куала-Лумпуре.
В 1984 году дебютировал в сборной ФРГ.
В 1988 году вошёл в состав сборной ФРГ по хоккею на траве на летних Олимпийских играх в Сеуле и завоевал серебряную медаль. Играл в полд, провёл 2 матча, забил 1 мяч в ворота сборной СССР.
В том же году выиграл золотую медаль чемпионата Европы по индорхоккею в Вене.
В 1984—1990 годах провёл за сборную ФРГ 61 матч, в том числе 51 на открытых полях, 10 в помещении.
По образованию специалист по оптовой и внешней торговле в текстильной промышленности. Работал страховым агентом.